# 森の小人
森の小人（もりのこびと）は作詞玉木登美夫・山川清、作曲山本雅之による日本の童謡。歌詞中のどんじゃらほいの囃子詞が有名である。

## 蟻の進軍
いまでは代表的な戦後童謡の一つとして知られており、歌詞中にある三角帽子や赤い靴といった表現からも西洋的な妖精がイメージされるが、山本がつけた本作品の旋律は、もともと蟻の進軍という戦時歌謡向けに作曲したものである。
しかし作曲者の山本も意図しない小刻み良い調子に仕上がったため、当時キングレコードの童謡担当のディレクターだった柳井堯夫に相談したところ、日本軍が南方戦線において連日連勝を続けている当時の時世がら「蟻の進軍」の題はまずい、という話になり、レコード化が取りやめられた。

## 土人のお祭り
その一方で歌詞中にあるあほういほういの どんじゃらほいの囃子詞をなんとか生かせないものかという柳井の考えもあって、当時日本の委任統治領であったパラオ島の夜祭にテーマをとり、玉木登美夫（作家・金谷完治の童謡作詞時のペンネーム）が作詞し、山本の曲につけた。こうしてできた曲は土人のお祭りという題で1941年（昭和16年）7月に秋田喜美子の歌でキングレコードから発売された。この当時の知的所有権、特に歌詞の著作権は非常に曖昧で、作詞者・作曲者・ディレクターに同等の権利があると考えられていた。柳井は、それまでに「かもめの水兵さん」（昭和11年（1936年）、武内俊子作詞、河村光陽作曲）や「あの子はたあれ」（昭和14年（1939年）、細川雄太郎作詞、海沼實作曲）などで成功していたので、『蟻の進軍』→「土人のお祭り」の改変にも力を発揮した。
こうしていろいろ弄られたわりにはこの曲はあまり一般受けせず、それほど人気はなかった。

## 森の小人

### 「森の小人」の誕生
戦後になり、本作品には戦争協力の言辞がない点から、引き続き子ども向けの楽曲としてレコード等に使用されようとしたが、そこにGHQの民間情報教育局から、土人の表現が差別的である、とした注告が入り、そのままでは発売できない状態になる。柳井の後任のディレクターとなった山田律夫は、山川清の名義で歌詞中の表現を、椰子⇒森、パラオ島⇒夢の国、土人⇒小人、といった手順で改作し、題名も森の小人に改める。しかし、「土人のお祭り」の作詞者玉木登美夫（金谷完治）は既に1946年（昭和21年）1月5日に死去しており、山田は前ディレクターの柳井に了解を得るしかなかったため、一時は「土人のお祭り」の作詞者玉木登美夫と作詞させたディレクターの柳井堯夫が同一人物と誤解されることもあった。
歌詞を一部改変のうえ改題されたこの曲は1947年（昭和22年）12月、日本劇場にて佐藤恵子の歌にて発表されると一躍人気を得て、レコードやラジオを通じて広く一般に知られるようになる。

## 評価
現在本作品は再び、小人の表現が差別的である、といった評価を受けており、演奏される機会は減ってはいるものの、歌詞をみればわかるように差別を意図したものではないので、童謡を集めたアルバムにはよく収録されている。曲調がリズミカルなことから、多くの舞踊家による振り付けも行われており、それらを伴って幼児教育の現場におけるお遊戯などにも使用されている。
本作品は歌詞を改作した山川清（山田）の代表作とされており、群馬県藤岡市にある道の駅上州おにしには、同市譲原地区出身である山川を記念した、本作品の歌詞碑と経歴碑がある。市販の歌集のほとんどにも本作品の作詞者として山川の名のみが記されており、たまに玉木登美夫の名が記されていても補作者として扱われているが、実態は上記に記したように玉木登美夫（金谷完治）の作品を山川が補作したものである。
ただ歌詞の改作前後の変化を見ると、1番のみが補作といえるちょっとした単語の手直しであり、2番以降は事実上山川のオリジナルとなっているのがわかる。特に4番は玉木の「土人のお祭り」にはなかったものである。